# Ravna Sika (Kaprije)
Koordinati:   43°37′40″N, 15°44′48″E
Ravna Sika je majhen nenaseljen otoček v Jadranskem morju. Pripada Hrvaški.
Ravna Sika je otoček, ki ima površino manjšo od 0,1 km². Otoček leži  jugovzhodno od otoka Kaprije, okoli 0,3 km vzhodno od otočka Ravan.